# 1686
1686 (MDCLXXXVI) a fost un an obișnuit al calendarului gregorian, care a început într-o zi de duminică.

## Nașteri
- 24 mai: Daniel Gabriel Fahrenheit  (d. 1736)
- 31 ianuarie: Hans Egede  (d. 1758)
- 9 august: Benedetto Marcello  (d. 1739)
- 31 august: Charles, Duce de Berry (1686-1714)  (d. 1714)
- 17 martie: Jean-Baptiste Oudry pictor francez (d. 1755)
- 6 iulie: Antoine de Jussieu botanist francez (d. 1758)
- 7 iunie: Adolf Frederick al III-lea, Duce de Mecklenburg  (d. 1752)
- 2 august: Franz Fasching  (d. 1747)

## Decese
- 20 februarie: Sophie Amalie de Brunswick-Lüneburg, 56 ani, regină a Danemarcei și a Norvegiei (n. 1628)
- 24 februarie: Isabella Clara de Austria, 55 ani, ducesă de Mantua și Montferrat (n. 1629)
- 9 noiembrie: Louis Armand I, Prinț de Conti (n. Louis Armand de Bourbon), 24 ani (n. 1661)